# Peilsteinhaus
Das Peilsteinhaus ist eine Schutzhütte der Kategorie II des Österreichischen Gebirgsvereins, einer Sektion des Österreichischen Alpenvereins. Sie befindet sich am Gipfel des 716 Meter hohen Peilsteins im Wienerwald.
Ursprünglich 1923 privat als Wirtshaus errichtet, wurde es 1927 vom Österreichischen Gebirgsverein, seit 1955 eine Sektion des Österreichischen Alpenvereins, angekauft und mehrfach um- und ausgebaut. 2013 wurde ostseitig ein 12 m hoher Aussichtsturm errichtet, der gleichzeitig als Feuertreppe für das Ober- und Dachgeschoß des Hauses dient.

## Zustiege
- von Schwarzensee in ½ Stunde
- von Weißenbach in 1½ Stunden
- von Raisenmarkt in 1½ Stunden[2]

## Nachbarhütten
- Enzianhütte, 5 Stunden entfernt
- Peilsteinhütte, ½ Stunde entfernt[3]

## Klettern
Am Peilstein gibt es über 800 Kletterrouten in den Schwierigkeitsgraden I bis XI-.

## Weitwanderwege
Das Peilsteinhaus ist das erste Etappenziel auf der Wiener Route des Nordalpenwegs und liegt weiters am Voralpenweg.